# Owen McAleer
Owen McAleer (1858–1944) est un homme d'affaires américain, maire de Los Angeles entre 1904 et 1906.

## Biographie
Owen McAleer est né le 3 février 1858 au Canada. Il déménage avec sa famille en 1863 en Ohio, où son père meurt en 1865. Il déménage en 1888 à Los Angeles, où il se marie en 1891. Élu maire en 1904, il a contribué à l'approvisionnement en eau de la ville, avec le Owens Valley River project.